# Rio Sepatini
Rio Sepatini är ett vattendrag i Brasilien.   Det ligger i delstaten Amazonas, i den västra delen av landet, 2 100 km väster om huvudstaden Brasília.
I omgivningarna runt Rio Sepatini växer i huvudsak städsegrön lövskog. Trakten runt Rio Sepatini är nära nog obefolkad, med mindre än två invånare per kvadratkilometer.